# Mustafa Dżemilew

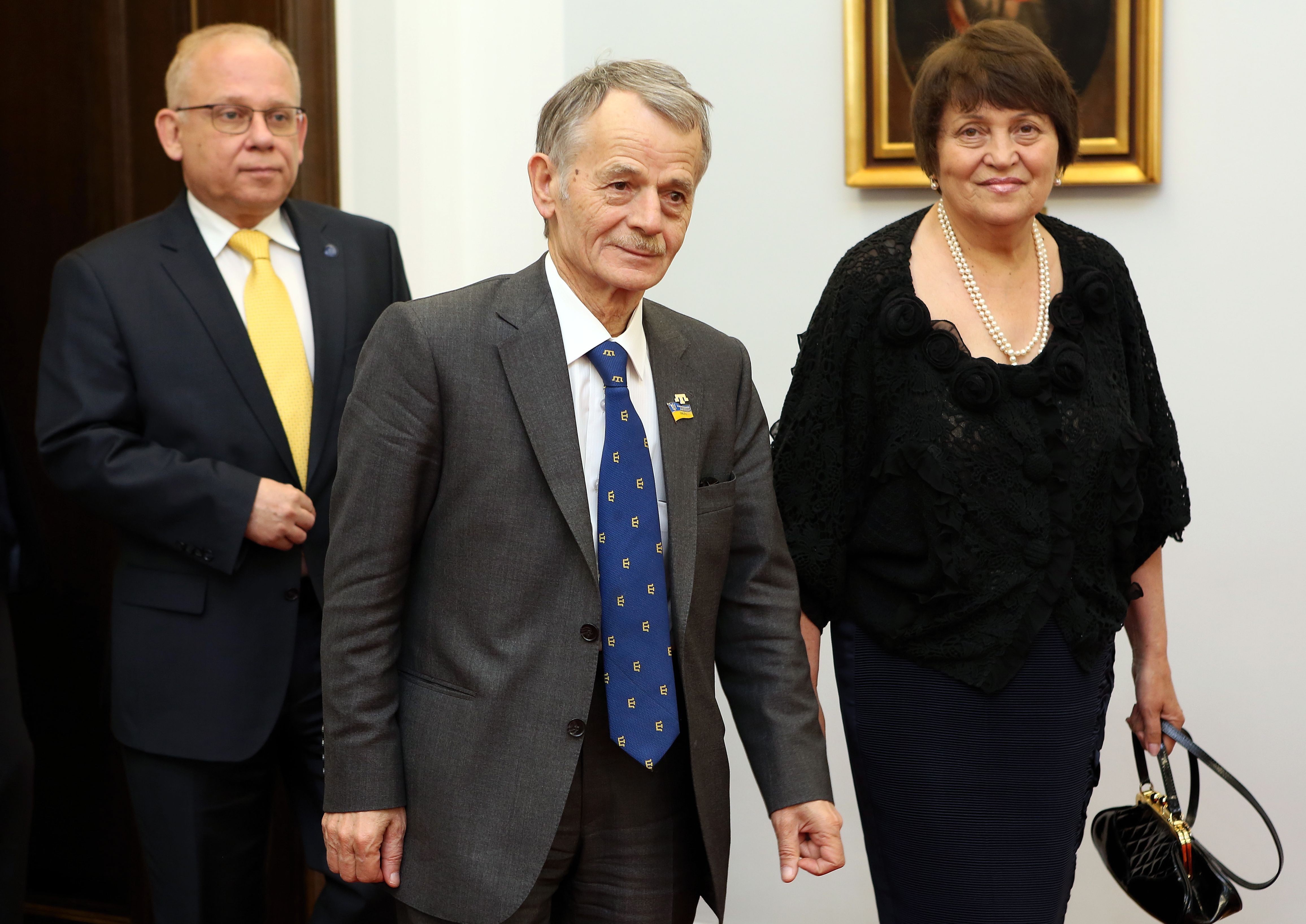
Mustawa Dżemilew w Senacie RP (2014)

Mustafa Dżemilew, ukr. Мустафа Джемілєв, krymskotat. Mustafa Cemilev, właśc. Mustafa Abdülcemil Qırımoğlu, ukr. Мустафа Абдульджеміль Киримоглу, trb. Mustafa Abduldżemil Kyrymohłu (ur. 13 listopada 1943 w Aj-Serez na Krymie) – ukraiński polityk, radziecki dysydent, długoletni przewodniczący Medżlisu Tatarów Krymskich oraz Rady Przedstawicieli Narodu Krymskotatarskiego, deputowany do Rady Najwyższej Ukrainy.

## Życiorys
W maju 1944 wraz z całą rodziną został deportowany do Uzbekistanu. Od 16 roku życia zarabiał na życie jako tokarz i ślusarz. W 1962 rozpoczął naukę w instytucie inżynieryjnym w Taszkencie, jednak po trzech latach skreślono go z listy studentów za „niewłaściwe zachowanie”.
W 1961 znalazł się wśród założycieli związku młodzieży krymskotatarskiej w Taszkencie. W 1969 należał do założycieli Grupy Inicjatywnej na rzecz Obrony Praw Człowieka w ZSRR. Był siedmiokrotnie skazywany, łącznie spędził 15 lat w izolacji więziennej za „szerzenie poglądów kwestionujących ład radziecki”. W latach 1975–1976 zorganizował trwającą 303 dni głodówkę w więzieniu w Omsku. W 1983 założył i redagował nielegalny biuletyn informacyjny. Od 1987 do 1991 kierował organizacjami ruchu narodowego Tatarów krymskich.
W 1987 zamieszkał w Bachczysaraju. W czerwcu 1991 wybrano go na przewodniczącego Medżlisu Tatarów Krymskich, kierował tym gremium do 2013. W maju 1999 został przewodniczącym Rady Przedstawicieli Narodu Krymskotatarskiego.
W 1998 po raz pierwszy uzyskał mandat deputowanego do Rady Najwyższej Ukrainy (z ramienia Ludowego Ruchu Ukrainy), później był wybierany w 2002 i 2006 (z listy Bloku Nasza Ukraina), 2007 (z listy Nasza Ukraina-Ludowa Samoobrona), 2012 (z listy Batkiwszczyny), 2014 i 2019 (z ramienia ugrupowania Petra Poroszenki).
Stanął na czele fundacji „Krym”. Deklaruje znajomość języka rosyjskiego, angielskiego i tureckiego. Żonaty z Safinar (która została przewodniczącą tatarskiej organizacji kobiecej); mają dwóch synów i córkę.

## Odznaczenia i wyróżnienia
Ordery i odznaczenia
- Bohater Ukrainy (2023)[4]
- Order Wolności (2018)[5]
- Order Księcia Jarosława Mądrego V klasy (2011)[6]
- Krzyż Kawalerski Orderu „Za Zasługi dla Litwy” (Litwa, 2015)[7]
- Krzyż Wielki Orderu Zasługi Rzeczypospolitej Polskiej (Polska, 2021)[8]
- Medal Za Zasługi I stopnia (Czechy, 2024)[9]

Nagrody i wyróżnienia
W 1998 wyróżniony nagrodą Nansen Refugee Award za działalność na rzecz powrotu Tatarów krymskich do ojczyzny. W 2014 został pierwszym laureatem Nagrody Solidarności im. Lecha Wałęsy.